# Universidade Positivo
A Universidade Positivo (UP) é uma instituição privada de ensino superior, localizada em Curitiba, Paraná, Brasil.
A instituição faz parte do grupo Cruzeiro do Sul Educacional, cuja empresa-mãe é a Universidade Cruzeiro do Sul.

## História
A Universidade Positivo teve origem como Faculdades Positivo, em 1988, com a oferta de cinco cursos de Graduação, dois cursos de Especialização (pós-graduação Lato Sensu) e um Mestrado interinstitucional na área de Administração, em convênio com a Universidade Federal do Rio Grande do Sul.
Em 1998, transformou-se no Centro Universitário Positivo (UnicenP), passando a oferecer 18 cursos de Graduação. Em 2000, a Instituição transferiu seu campus para o bairro do Campo Comprido, em Curitiba.
Em 2008, o Ministério da Educação autorizou a transformação do UnicenP em universidade e no mesmo ano, foi criado o Centro Tecnológico Positivo. 
Em 5 de dezembro de 2019, o grupo Cruzeiro do Sul Educacional comprou, do grupo Positivo e por R$ 500 milhões, a universidade, com toda a sua estrutura acadêmica, além do Teatro Positivo e o Centro de Exposições - Expo Unimed Curitiba (localizado dentro da sede da UP).

## Estrutura universitária
A Universidade Positivo oferece 30 cursos de bacharelado, 25 cursos superiores de tecnologia, 3 licenciaturas, 4 mestrados (Administração, Biotecnologia, Gestão Ambiental e Odontologia), 3 doutorados (Administração, Gestão Ambiental e Odontologia), dezenas de programas de especialização e MBAs e diversos cursos de educação continuada e programas de extensão.